# Лихачи (Белозерский район)
Лихачи — деревня в Белозерском районе Курганской области. Входит в состав Боровского сельсовета.

## История
До 1917 года входила в состав Иковской волости Курганского уезда Тобольской губернии. По данным на 1926 год деревня Лихачиха состояла из 47 хозяйств. В административном отношении являлась центром Лихачихинского сельсовета Белозерского района Курганского округа Уральской области.

## Население
| 1912 | 1926 | 1989 | 2002 | 2010 |
| ---- | ---- | ---- | ---- | ---- |
| 217  | ↗218 | ↘137 | ↘134 | ↘106 |

По данным переписи 1926 года в деревне проживало 218 человек (114 мужчин и 104 женщины), в том числе: русские составляли 100 % населения.